# 山湾子乡
山湾子乡，是中华人民共和国河北省承德市围场满族蒙古族自治县下辖的一个乡。

## 行政区划
山湾子乡下辖以下地区：
山湾子村、杨树沟村、红葫芦村、王家店村、热水汤村、半壁山村和垛石村。